# Hannan
Hannan (阪南市?, Hannan-shi) è una città di 58 465 abitanti situata nella prefettura di Ōsaka, in Giappone.